# 2011-es lorcai földrengés
A 2011-es lorcai földrengés (spanyolul: Terremoto de Lorca de 2011) egy 5,1-es erősségű földrengés volt, mely Spanyolország délkeleti részén következett be 2011. május 11-én, helyi idő szerint 18 óra 47 perckor (16:47 UTC). A földrengés mindössze 1 km-es mélységből indult ki Lorca közelében. A rengést egy 4,4 (Mw) erősségű előrengés előzte meg, helyi idő szerint 17 óra 5 perckor (15:05 UTC).
Az epicentrumhoz legközelebb található városban, Lorcában keletkeztek a legsúlyosabb károk. A kisvárosban pánik tört ki, a további utórengésektől tartva több ezren az utcákra rohantak.
Andalúzia több megyéjében és településén is érezték a legerősebb földmozgást, többek közt Almeríában, Jaénban, Granadában, Málagában, valamint Sevillában. Az A7-es jelzésű útvonalat le kellett zárni, miután az azon lévő alagút beomlott.
A természeti katasztrófa legalább kilenc halálos áldozatot követelt és legkevesebb 293-an megsérültek, valamint több mint 20 ezer ház megrongálódott.

## Lásd még
- 2011 természeti katasztrófái